# Bonneville County
Bonneville County ist ein County im Bundesstaat Idaho der Vereinigten Staaten. Der Verwaltungssitz (County Seat) ist Idaho Falls.

## Geographie
Das County liegt im Südosten von Idaho, grenzt im Osten an Wyoming und hat eine Fläche von 4923 Quadratkilometern, wovon 83 Quadratkilometer Wasserfläche sind. Es grenzt in Idaho im Uhrzeigersinn an folgende Countys: Madison County, Teton County, Caribou County, Bingham County und Jefferson County. Der Osten des Countys gehört zur Basin-and-Range-Region, der Westen zur Ebene der Snake River Plain.

## Geschichte
Bonneville County wurde am 7. Februar 1911 aus Teilen des Bingham County gebildet. Benannt wurde es nach Captain B.L.E. Bonneville, einem frühen Eroberer und Kundschafter.
30 Bauwerke und Stätten des Countys sind im National Register of Historic Places eingetragen.

## Demografische Daten
Nach der Volkszählung im Jahr 2000 lebten im Bonneville County 82.522 Menschen in 28.753 Haushalten und 21.449 Familien. Die Bevölkerungsdichte betrug 17 Personen pro Quadratkilometer. Ethnisch betrachtet setzte sich die Bevölkerung zusammen aus 92,79 Prozent Weißen, 0,49 Prozent Afroamerikanern, 0,65 Prozent amerikanischen Ureinwohnern, 0,82 Prozent Asiaten, 0,07 Prozent Bewohnern aus dem pazifischen Inselraum und 3,72 Prozent aus anderen ethnischen Gruppen; 1,46 Prozent stammten von zwei oder mehr Ethnien ab. 6,91 Prozent der Bevölkerung waren spanischer oder lateinamerikanischer Abstammung.
Von den 28.753 Haushalten hatten 40,6 Prozent Kinder unter 18 Jahren, die bei ihnen lebten. 62,0 Prozent davon waren verheiratete, zusammenlebende Paare. 9,3 Prozent waren allein erziehende Mütter und 25,4 Prozent waren keine Familien. 21,4 Prozent waren Singlehaushalte und in 7,8 Prozent lebten Menschen mit 65 Jahren oder älter. Die Durchschnittshaushaltsgröße betrug 2,83 und die durchschnittliche Familiengröße war 3,33 Personen.
32,1 Prozent der Bevölkerung waren unter 18 Jahre alt, 9,5 Prozent zwischen 18 und 24 Jahre, 27,2 Prozent zwischen 25 und 44 Jahre, 21,0 Prozent zwischen 45 und 64 Jahre. 10,2 Prozent waren 65 Jahre oder älter. Das Durchschnittsalter betrug 32 Jahre. Auf 100 weibliche Personen kamen 99,4 männliche Personen. Auf 100 Frauen im Alter von 18 Jahren und darüber kamen 96,2 Männer.
Das jährliche Durchschnittseinkommen der Haushalte betrug 41.805 USD, das Durchschnittseinkommen der Familien 48.216 USD. Männer hatten ein Durchschnittseinkommen von 38.745 USD, Frauen 22.514 USD. Das Prokopfeinkommen betrug 18.326 USD. 7,4 Prozent der Familien und 10,1 Prozent der Einwohner lebten unterhalb der Armutsgrenze.

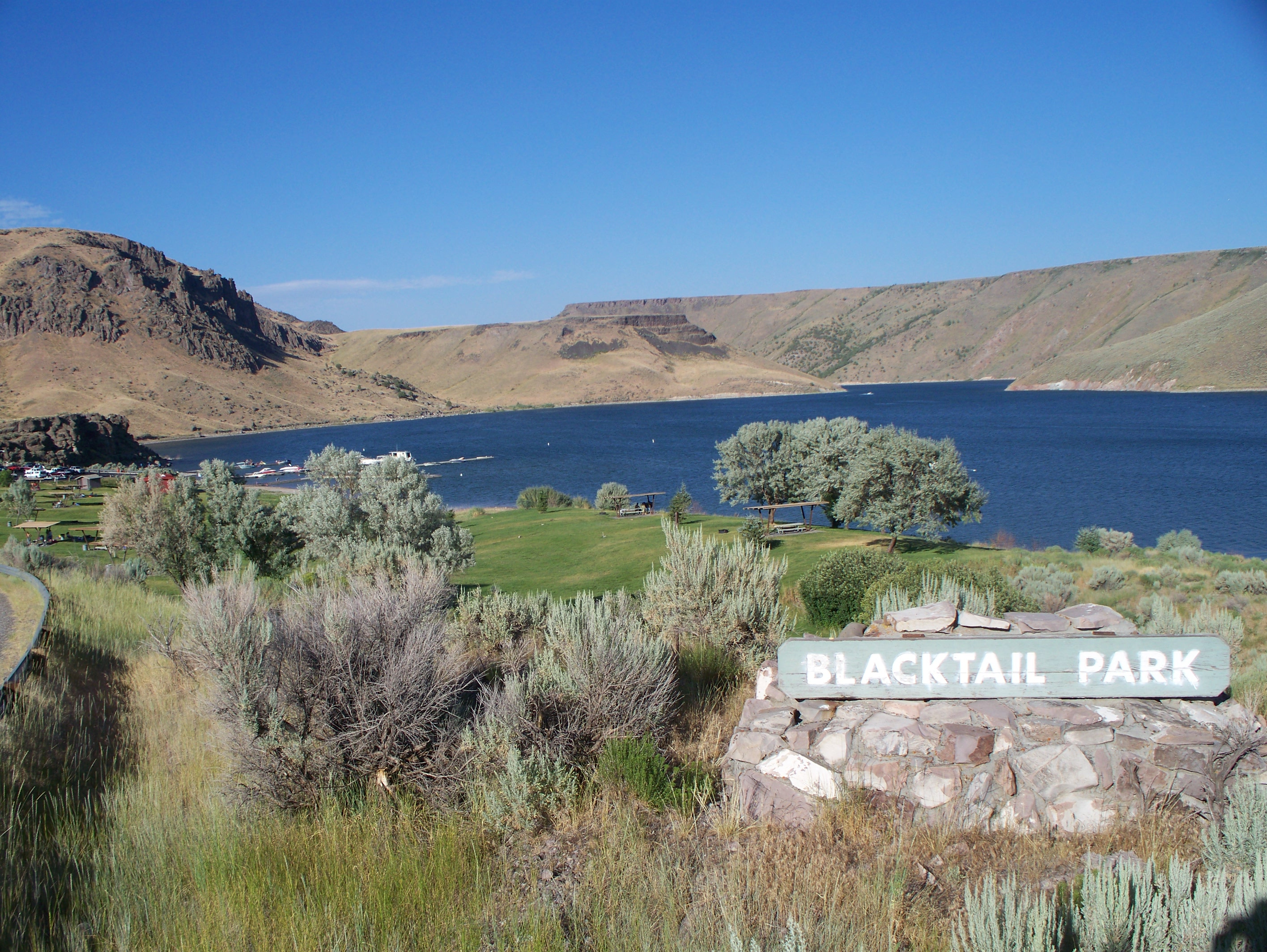
Wasserreservoir Ririe im Blacktail Park
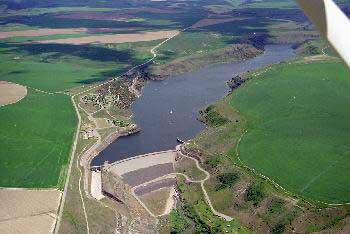
Ririe-Talsperre
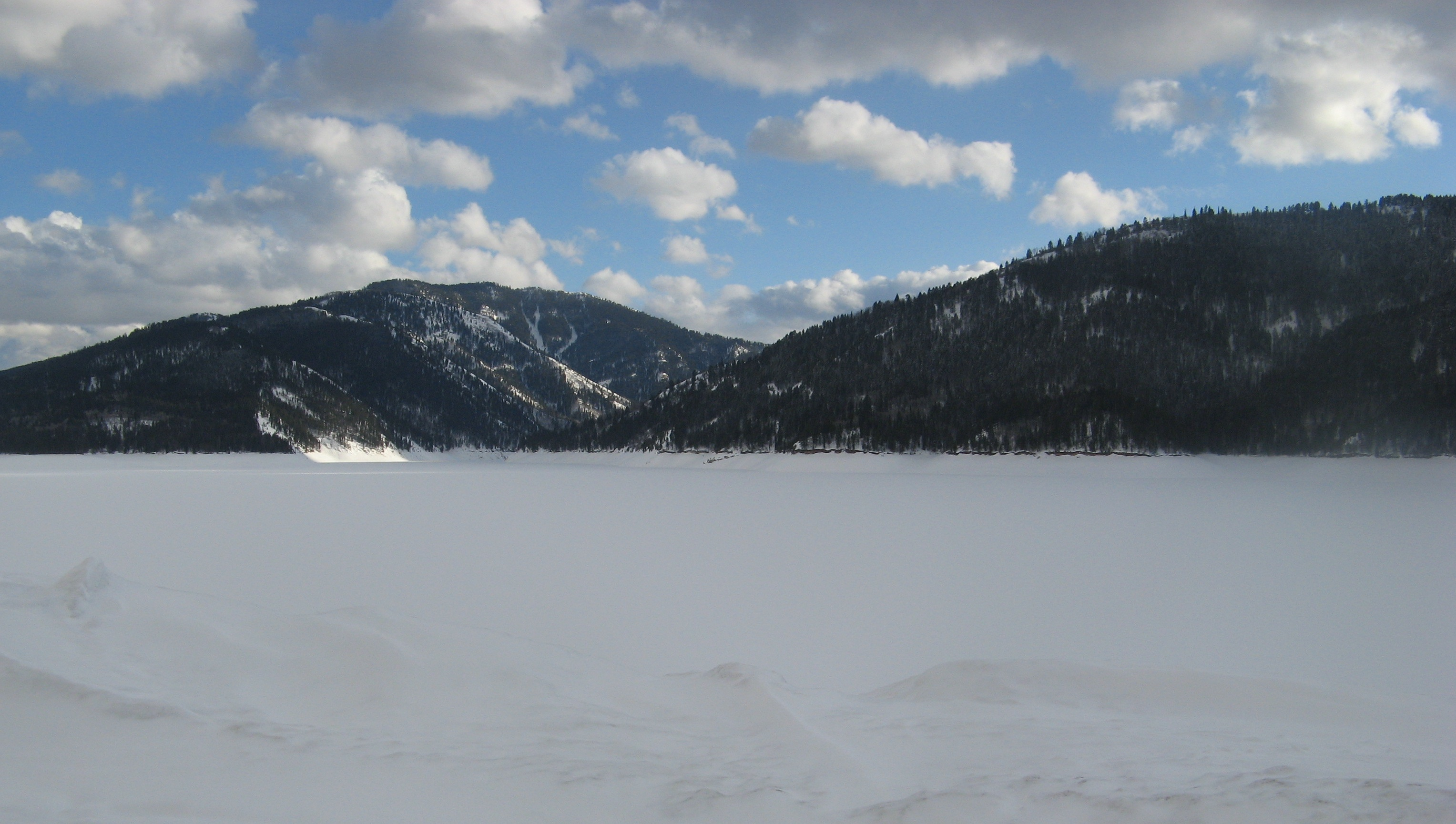
Das Wasserreservoir Palisades im Winter
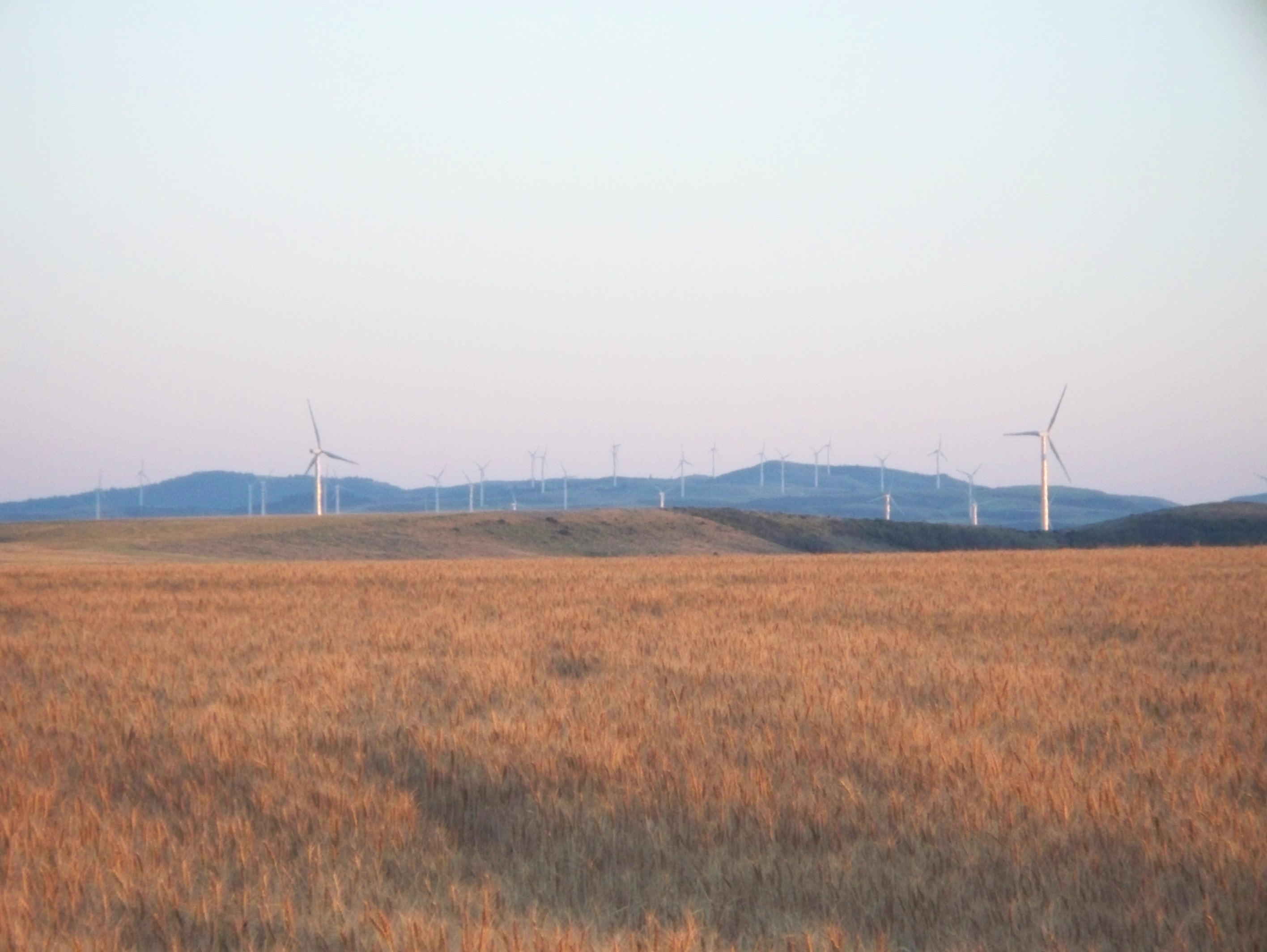
Windpark Goshen South

## Orte im County
- Ammon
- Beachs Corner
- Bone
- Caribou City
- Coltman
- Cotton
- Dehlin
- Garfield
- Gerrard
- Gray
- Guyaz
- Herman
- Idaho Falls
- Iona
- Irwin
- Keenan City
- Lincoln
- Milo
- Orvin
- Osgood
- Palisades
- Payne
- Poplar
- Ririe
- Swan Valley
- Taylorville
- Ucon